# Фотостоми
Фотостомите (Photostomias) са род актиноптери от семейство Стомиеви (Stomiidae).
Таксонът е описан за пръв път от Роберт Колет през 1889 година.

## Видове
- Photostomias atrox
- Photostomias goodyeari
- Photostomias guernei
- Photostomias liemi
- Photostomias lucingens
- Photostomias tantillux